# Don Miki
Don Miki è stato una serie a fumetti spagnola che pubblicava storie a fumetti della Disney.

## Storia editoriale
La testata venne pubblicata in Spagna da ottobre 1976 a giugno 1989 per 664 numeri oltre a quattro albi speciali, prima edito dalla casa editrice Edibelsa (numeri 1-4) poi dalla Montena (numeri 5-638) e infine dalla Primavera (numeri 639-664). Il formato era molto simile a quello di Topolino libretto della Mondadori e molte storie provenivano dall'estero, specie dall'Italia.
La serie è stata parzialmente ristampata nel 2014 in una edizione anastatica dalla Planeta DeAgostini.